# Abdimstork
Abdimstork (latin: Ciconia abdimii) er en sahelisk storkefugl, der lever i det subsahariske Afrika og det sydvestlige Arabien.